# Kaluginamyia
Kaluginamyia — вимерлий рід двокрилих комах, єдиний у родині Kaluginamyiidae підкласу довговусих (Nematocera). Описаний у 2019 році. Існував у ранній крейді.

## Назва
Рід названо Kaluginamyiidae на честь радянської диптерологині Надії Калугіної (1930—1990).

## Рештки
Скам'янілі відбитки комахи виявлені у місцевості Хасурті у селищі Байса у Бурятії та у Гурван-Ереній-Нуруу в Монголії.

## Опис
Члени родини Kaluginamyiidae мають помітну схожість з Simuliidae, але позбавлені багатьох синапоморфій, приписуваних цій родині, включаючи: око самця з лінією розриву між великими верхніми гранями та малими нижніми гранями, задній базитарс сплюснутий з боків і вентральний кілем, I тергіт черевця із задньою бахромою довгих волосків, одна велика сперматека та, ймовірно, кіготь самця з дорсальними жолобчастими частками. Відомо, що більшість із цих особливостей присутні у раніше описаних мезозойських мошок. Інші ознаки родини, такі як базальний зсув поперечної жилки rm і подовження Rs і вилки M1 + 2, типові для Thaumaleidae; однак надзвичайно довгий Rs, що починається на рівні поперечної вени плечової кістки, є унікальним у родині. Нова родина також демонструє набір плезіоморфних ознак, раніше невідомих у Simulioidea; а саме, довга антена з 12 джгутиками, CuP і A1 товсті та субпаралельні. Деякі ознаки родини, такі як укорочення верхньощелепної пальпи (принаймні у самців) і сигмоподібний плевральний шов на грудній клітці, невідомі у Culicomorpha. Однак такі ознаки є загальними для базальних ліній деяких Bibionomorpha (Anisopodidae: Mycetobiinae та Scatopsoidea). Незважаючи на ці особливості, загальний гештальт скам'янілостей, маленька ніжка вусиків у обох статей, відсутність вушних раковин, загальна форма та жилкування крил вказують на близькі (можливо, сестринські) спорідненості з мошками (Simuliidae).

## Систематика
У роді описано два види:
- Kaluginamyia enigmatica. Lukashevich, Pepinelli & Currie, 2019
- Kaluginamyia baissica. Lukashevich, Pepinelli & Currie, 2019